# Arteriitis
Als Arteriitis (Pl. Arteriitiden) wird die Entzündung von Arterien bezeichnet.
Ursache für eine heute eher seltene akute Arteriitis kann eine akute Infektion, z. B. Typhus sein. Chronische Formen werden auch bei HIV-Infektionen, Tuberkulose und Syphilis beobachtet. Im Wesentlichen handelt es sich jedoch um Erkrankungen des rheumatischen Formenkreises. Bekanntestes Beispiel ist die Arteriitis temporalis im Rahmen der Polymyalgia rheumatica. Zwei Sonderformen der Arteriitis lassen sich nicht eindeutig einordnen: Endangiitis obliterans und Morbus Behçet. Bei Tieren kommen Viruserkrankungen wie die Equine Arteritis bei Pferden oder Arteriitiden unbekannter Ursache wie die Meningitis-Arteriitis des Hundes vor. Die Entzündung vieler Arterien in vielen Organen bezeichnet man als Polyarteriitis, beispielsweise die Polyarteriitis nodosa.

## Rheumatische Ursachen
Die rheumatischen Arteriitiden zählen zu den Vaskulitiden. Da hierbei oftmals auch Kapillaren und venöse Gefäße betroffen sind, wird meist von einer Angiitis gesprochen. Neben den primären Vaskulitiden, bei denen die Entzündung der Gefäße als Krankheitsursache angenommen wird, liegt bei den sekundären Vaskulitiden eine andere Grunderkrankung vor, meist ebenfalls rheumatisch, wie z. B. eine Kollagenose oder eine rheumatoide Arthritis.
Die Einteilung kann je nach dem histopathologischen Bild als (granulomatöse) Riesenzellarteriitiden, als nekrotisierende Vaskulitiden und als leukozytoklastische Vaskulitiden erfolgen. Gebräuchlicher ist jedoch die Einteilung nach der Größe der vorwiegend betroffenen Gefäße, die aus einer Konsensuskonferenz im amerikanischen Chapel Hill 1992 hervorgegangen ist:
- Vaskulitiden der großen Gefäße:[2]
  - Riesenzellarteriitis und die eng verwandte Polymyalgia rheumatica mit Arteriitis temporalis (synonym: Arteriitis cranialis, Morbus Horton):[3] granulomatöse Arteriitis der großen Stammgefäße, oft ist auch die Arteria temporalis betroffen; selten vor dem 50. Lebensjahr.
  - Takayasu-Arteriitis: granulomatöse Entzündung der Aorta und der großen abgehenden Arterienstämme. Meist vor dem 50. Lebensjahr auftretend.
- Vaskulitiden der mittelgroßen Gefäße
  - Panarteriitis nodosa: nekrotisierende Vaskulitis kleiner und mittelgroßer Gefäße
  - Kawasaki-Syndrom: meist akut bei Kindern, mit typischem Exanthem ("Erdbeerzunge"), Fieber und Lymphknotenschwellung.
- Vaskulitiden der kleinen Gefäße[4]
  - Wegener-Granulomatose:[5] granulomatöse Vaskulitis, meist sind Niere und Lunge betroffen, mit Glomerulonephritis
  - Churg-Strauss-Syndrom: granulomatöse Vaskulitis, meist des Respirationstraktes (Atmungssystems), mit Eosinophilie und Asthma.
  - Kutane zytoklastische Angiitis
  - Purpura Schönlein-Henoch: Vaskulitis bei kleinen Kindern, meist sind Gelenke, Nieren, Magen-Darm-Trakt und die Haut (Purpura) betroffen, oft nach einem Atemwegsinfekt.
  - mikroskopische Polyangiitis: nekrotisierende Vaskulitis, meist des Respirationstraktes und der Nieren, mit Glomerulonephritis

Typisch für eine primäre Vaskulitis ist der Nachweis antineutrophiler cytoplasmatischer Antikörper (ANCA), außer bei einigen Vaskulitiden kleiner Gefäße. Die Behandlung erfolgt in der Regel immunsuppressiv. Zusätzlich sind oft supportive Maßnahmen erforderlich, z. B. zeitweise Dialyse bei Nierenversagen. Wichtig und schwierig ist die Diagnosestellung, die oft sehr zeitverzögert stattfindet.

## Weiterführende Literatur
- H. J. Hettenkofer: Rheumatologie. Thieme-Verlag, Stuttgart 1998, ISBN 3-13-657803-1.